# Četiri azijska tigra
Četiri azijska tigra, ponekad zvana i četiri mala azijska zmaja, zajednički naziv je koji se odnosi na gospodarstva Tajvana, Singapura, Južne Koreje i Hong Konga. Naziv je svojevrsni epitet za navedena azijska gospodarstva koja su svoj snažan rast doživjeli u razdoblju između 1960-ih i 1990-ih koji se temeljio na izvozu vlastitih dobara i proizvoda u visoko industrijalizirane zemlje, dok se domaća potrošnja ograničila zakonskim odredbama.

## Azijski tigrovi i Japan
Početkom 21. stoljeća, dio struke je među Azijske tigrove počeo svrstavati i Japan zbog njegovog stabilnog rastućeg gospodarstva koje obilježava prevlast visokotehnološke i informatičke industrije, razvoj robotike i biotehnologije i snažan izvoz. Često se radi toga ovaj gospodarski savez naziva Japan i četiri mala Japana, a ponegdje i Žuta opasnost, s obzirom prevlast mongolida u stanovništvu tigrova.
Unatoč stabilnom razvoju, Japan nikad nije primljen u tigrove iz više razloga; prema povijesnom razvoju tigrovi su svoj napredak doživjele kasnije od Japana, koji je svoj gospodarski sustav počeo graditi završetkom Drugog svjetskog rata. Azijski tigrovi svoj su napredak ostvarili oponašanjem japanskog obrasca oslonjenog na jeftinu radnu snagu, visoku tehnologiju i izrazitu izvoznu orijentaciju. Krajem 20. stoljeća japansko gospodarstvo odbacilo je neka svoja početna obilježja, poput jeftine radne snage, s ciljem jačanja vlastitog društva, dok se Azijski tigrovi toga nisu odrekli.
Razmirice oko članstva u tigrovima ne postoje izvan struke, jer su Japan i tigrovi u vrlo dobrim političkim i gospodarskim odnosima. Ipak, dio japanskih političara i ekonomskih stručnjaka upravo Japan smatra predvodnikom tigrova i nositeljem njihova razvoja. S druge strane, Kina često osporava japansku ulogu u gospodarstvu ovih zemalja, dijelom i zato što ne priznaje Tajvan kao samostalnu državu. Krajem 2015. godine, objavljeno je kako je Japan zahvaljujući stalnom gospodarskom rastu od početka 1990-ih i visokim paritetom kupovne moći stvorio dobre uvjete za konačno primanje u redove tigar-ekonomija.

## Tigar-ekonomija
Četiri azijska tigra bila su povod stvaranja pojma tiger-ekonomije. Što se danas ubraja u tigar-ekonomiju je nejasno međutim ovaj izraz se koristi za opisivanje brzorastućih, uglavnom liberalnih tržišta. Kasnije se ovaj naziv koristio i za neke druge države koje su imale brz ekonomski rast, poput Irske (Keltski tigar) i Estonije (Baltički tigar) koje su svoj snažan gospodarski rast ostvarile u prijelaznom razdoblju.

## Vanjske poveznice
- BBC raport o "tigrovima" poslije Azijske krize 1997.
- ASEAN tigrovi